# Diamond no Ace
Diamond no Ace é um mangá de basebol shōnen escrito e ilustrado por Yuji Terajima e publicado pela Kodansha. É serializada pela Weekly Shōnen Magazine desde 2006. Em 2008, Diamond no Ace recebeu o Prêmio de Mangá Shogakukan na categoria shōnen. Em 2010, venceu o Prêmio de Mangá Kodansha de melhor mangá shōnen.
Uma adaptação em anime foi transmitida de 6 de outubro de 2013 a 28 de março de 2016. Dois DVDs de OVA foram lançados com o quarto e quinto volumes do mangá Diamond no Ace Act II; o primeiro foi lançado em 15 de julho de 2016 e o segundo em 16 de setembro de 2016. Uma adaptação para anime do Diamond no Ace Act II estreou em 2 de abril de 2019.

## Mídia

### Mangá
Diamond no Ace foi serializado pela revista semanal de mangá Weekly Shōnen Magazine, da Kodansha, de 2006 a 2015. Kodansha compilou capítulos em formato tankōbon. O primeiro volume foi publicado em 15 de setembro de 2006 e em 17 de agosto de 2015, 47 volumes foram publicados. A Kodansha USA licenciou a série para um lançamento digital em inglês, sob o título Diamond no Ace, e publica os volumes desde 7 de março de 2017.
Um mangá subsequente, intitulado Diamond no Ace Act II, está atualmente em publicação na mesma revista desde 2015. Até outubro de 2019, dezenove volumes foram lançados no Japão.

### Animes
O anime foi produzido pela Madhouse e Production IG e começou a ser exibido em 6 de outubro de 2013, nas emissoras da TX Network e, posteriormente, no AT-X. Os episódios foram transmitidos nos EUA, Canadá, Reino Unido, Irlanda, Austrália, Nova Zelândia, África do Sul, Dinamarca, Finlândia, Islândia, Holanda, Noruega, Suécia, América Central e do Sul, Espanha, Brasil e Portugal pela Crunchyroll com inglês e legendas em alemão. A série foi inicialmente planejada para ter 52 episódios mas foi estendida e finalizada em março de 2015.
Uma segunda temporada começou a ser exibida logo após, em 6 de abril de 2015, nas emissoras da TX Network e, posteriormente, no AT-X. Como seu antecessor, os episódios foram transmitidos simultaneamente nos países mencionados pela Crunchyroll com legendas em inglês e alemão.
Uma adaptação para anime de Diamond no Ace Act II pela Madhouse foi anunciada e estreou em 2 de abril de 2019. O elenco e a equipe original retomaram seus papéis da série anterior.

## Recepção
Em 2008, Diamond no Ace recebeu o Shogakukan Manga Awards pela categoria shōnen. Em 2010, ganhou o Prêmio de Mangá Kodansha de melhor mangá shōnen.
Diamond no Ace foi o 25.º mangá mais vendido em 2011, com 1.711.607 cópias vendidas. A revista Nikkei Entertainment publicou uma lista dos cinquenta principais criadores de mangá em vendas desde janeiro de 2010, em sua edição de setembro de 2011; Yuji Terajima, autor de Diamond no Ace, ficou em 20.º lugar, com 2.792.000 cópias vendidas. Foi o 27.º mangá mais vendido em 2012, com 1.685.194 cópias vendidas. Em 2013, Diamond no Ace se tornou o 23.º mangá mais vendido, com 2.010.045 cópias vendidas. Em março de 2015, os primeiros 45 volumes da série venderam mais de 22 milhões de cópias. Em novembro de 2015, o mangá tinha 25 milhões de cópias impressas.